# Jean Reno
Jean Reno (spreek uit als: zjÂh REno; IPA: [ʒɑ̃ ʁeno]) (Casablanca, 30 juli 1948) is een Frans acteur. Hij won in 2000 een European Film Award. 
Zijn werkelijke naam is don Juan Moreno y Herrera Jimenez of don Juan Moreno y Jederique Jimenez en zijn ouders waren afkomstig uit Andalusië, Spanje. Reno begon zijn carrière als acteur in Franse films, voornamelijk in films van Luc Besson.
Enkele daarvan maakten hem bekend bij het grote publiek, zoals Le Grand Bleu (1988) en Léon (1994), waarin ook een jonge Natalie Portman een rol speelde.
Hij acteert eveneens in Engelstalige films zoals French Kiss (1995) met Meg Ryan, Mission: Impossible (1996), Ronin (1998), en The Da Vinci Code (2006).
In 2013 speelde hij voor het eerst een vast personage en hoofdrol in een televisieserie: de Franse Engelstalige politiereeks Jo.

## Filmografie (selectie)
| - Lift (2024) - 4 Latas (2019) - Benoît Brisefer: Les taxis rouges (2014) - Hector and the Search for Happiness (2014) - Avis de Mistral (2014) - Days and Nights (2014) - Alex Cross (2012) - Le jour des corneilles (2012) - Les seigneurs (2012) - Comme un Chef (2012) - On ne choisit pas sa famille (2011) - Margaret (2011) - L'immortel (2010) - La Rafle (2010) - Armored (2009) - Couples Retreat (2009) - Le premier cercle (2009) - The Pink Panther Deux (2009) - Ca$h (2008) - Flushed Away (2006, stem) - Flyboys (2006) - The Da Vinci Code (2006) - The Pink Panther (2006) - La tigre e la neve (2005) - L'Empire des Loups (2005) - L'enquête corse (2004) - Hotel Rwanda (2004) - Les rivières pourpres II - Les anges de l'apocalypse (2004) - Tais-toi ! (2003) - Rollerball (2002) - Décalage horaire (2002) - Wasabi (2001) - Just Visiting (2001) - Les rivières pourpres (2000) - Ronin (1998) - Godzilla (1998) - Les couloirs du temps: Les visiteurs 2 (1998) | - Les soeurs soleil (1997) - Un amour de sorcière (1997) - Roseanna's Grave (1997) - Le jaguar (1996) - Mission: Impossible (1996) - Al di là delle nuvole (1995) - French Kiss (1995) - Les truffes (1995) - Léon (1994) - Les visiteurs (1993) - Paranoïa (1993) - La vis (1993) - L'opération Corned-Beef (1991) - Loulou Graffiti (1991) - Nikita (1990) - L'Homme au masque d'or (1990) - Le grand bleu (1988, The Big Blue) - I Love You (1986) - Zone rouge (1986) - Strictement personnel (1985) - Subway (1985) - Le téléphone sonne toujours deux fois (1985) - Notre histoire (1984) - Alea (1984) - Signes extérieurs de richesse (1983) - Le Dernier combat (1983) - Ballade sanglante (1983) - La passante du Sans-Souci (1982) - Les Bidasses aux grandes manoeuvres (1981) - On n'est pas des anges... elles non plus (1981) - L'avant dernier (1981) - Voulez-vous un bébé Nobel? (1980) - Clair de femme (1979) - L'hypothèse du tableau volé (1979) |

## Nominaties
- 1989: Le Grand Bleu : César voor beste acteur in een bijrol
- 1994: Les visiteurs : César voor beste acteur
- 1995: Léon : César voor beste acteur